# Segunda División Peruana 1970
La Segunda División Peruana 1970, la 28ª edición del torneo, fue jugada por once equipos. 
El ganador del torneo, Atlético Deportivo Olímpico, ascendió al Campeonato Descentralizado 1971 mientras que Huracán San Isidro y KDT Nacional descendieron a su liga de origen al haber ocupado los últimos lugares.

## Ascensos y descensos
| Posición | Ascendido al Descentralizado 1970 |
| -------- | --------------------------------- |
| 1º       | Deportivo Sima                    |

| Posición | Descendido del Descentralizado 1969 |
| -------- | ----------------------------------- |
| 13º      | Centro Iqueño                       |
| 14º      | KDT Nacional                        |

| Posición | Ascendido de Liguilla de Ascenso 1969 |
| -------- | ------------------------------------- |
| 1º       | Estudiantes San Roberto               |

| Posición | Descendido a Liga de Lima 1970 |
| -------- | ------------------------------ |
| 10º      | Juventud Gloria                |

## Equipos participantes
| Club                        | Ciudad |
| --------------------------- | ------ |
| Atlético Deportivo Olímpico | Callao |
| Atlético Sicaya             | Callao |
| Carlos Concha               | Callao |
| Centro Iqueño               | Lima   |
| Ciclista Lima               | Lima   |
| Estudiantes San Roberto     | Lima   |
| Huracán San Isidro          | Lima   |
| Independiente Sacachispas   | Lima   |
| KDT Nacional                | Callao |
| Mariscal Sucre              | Lima   |
| Racing San Isidro           | Lima   |

## Tabla de posiciones
| Predecesor: 1969 | Segunda División del Perú 1970 | Sucesor: 1971 |

- Datos: Q96034736